# Salesforce Tower Chicago
À ne pas confondre avec le gratte-ciel de San Francisco : la Tour Salesforce
La Salesforce Tower Chicago, anciennement connue sous le nom de Wolf Point South Tower,, est un gratte-ciel situé dans la ville de Chicago, dans l'État de l'Illinois, aux États-Unis.
Le bâtiment se trouve au 333 West Wolf Point Plaza dans le quartier de Wolf Point, à la confluence des trois branches de la rivière Chicago non loin du Merchandise Mart,,. Il s'agit de la plus haute des trois tours d'un méga-développement appartenant en partie à la famille Kennedy. La Salesforce Tower Chicago, d'une hauteur de 254 mètres, a été conçue par l'architecte Pelli Clarke et a été achevée en septembre 2023. C'est le siège régional de l'entreprise de logiciels Salesforce.

## Description
Le 26 janvier 2012, le Chicago Sun-Times révéla que la famille Kennedy prévoyait de construire trois tours au cœur du quartier de Wolf Point,. Le 8 mai 2012, Brendan Reilly, conseiller municipal de Chicago, annonça qu'une proposition de trois gratte-ciel fut validée par les membres du conseil municipal de Chicago pour être construits à Wolf Point. Le projet constitue un complexe de trois bâtiments d'environ 900 pieds (254,62 m), 750 pieds (228,60 m) et 525 pieds (160,02 m). Les plans furent rendus publics le 29 mai 2012. La tour sud, la Salesforce Tower Chicago, constitue le plus haut de ces bâtiments.
En mai 2013, des résidents voisins et opposants au projet de construction de la tour intentèrent un procès pour privation de vue devant la Cour suprême des États-Unis. À Chicago comme ailleurs aux États-Unis, les procédures judiciaires pour privation de vue conduisent généralement à des condamnations à dommages-intérêts. Cependant, le 19 novembre 2013, le juge de district Amy J. St. Eve statua sur le fait que les vues sur le centre-ville de Chicago et sur sa rivière ne pouvaient être protégées par la Constitution. La Wolf Point East Tower voisine fut inaugurée le 18 juillet 2020 (le bâtiment ouvrit ses portes le 13 août de la même année).
En juillet 2015, selon les plans de construction, la Salesforce Tower Chicago devait dépasser les 1 000 pieds (304,80 m),. Cependant, les plans d'octobre 2016 montrèrent que le bâtiment fut réduit à 950 pieds (289,56 m). Le 30 novembre 2018, Salesforce signa un bail de 17 ans d'une valeur de 475 millions de dollars et d'une superficie de 500 000 pieds carrés (46 452 m2) de bureaux dans la tour, à compter de 2023. Le bail comprit les droits de dénomination du nouveau bâtiment, qui fut appelé « Salesforce Tower Chicago » et dont la hauteur fut finalement réduite à 835 pieds (254 m).
Le 2 avril 2020, malgré la pandémie de COVID-19 et le ralentissement économique qui en découla et qui mit en péril des projets de construction à travers les États-Unis et le reste du monde, le projet obtint un prêt à la construction de plus de 500 millions de dollars et la construction commença dans les deux jours qui suivirent. La construction reprit en mai 2022 et le bâtiment fut achevé en septembre 2023,.